# أولاد منصور
أولاد منصور بلدية تابعة دائرة حمام الضلعة ولاية المسيلة تقع غرب مدينة المسيلة بحوالي 17 كم  يقطنها حوالي 10000 نسمة